# Pomacentrus colini
 Pomacentrus colini és una espècie de peix de la família dels pomacèntrids i de l'ordre dels perciformes.

## Morfologia
Els adults poden assolir els 7 cm de longitud total.

## Distribució geogràfica
Es troba al sud de Papua Nova Guinea.